# Нека друга жена
Нека друга жена је југословенски филм из 1981. године. Режирао га је Миомир Мики Стаменковић а сценарио су писали Драган Марковић и Душан Перковић.
Југословенска кинотека у сарадњи са А1 и Центар филмом је дигитално обновила филм. Свечана пројекција је одржана 11. августа 2022. године у оквиру манифестације А1 кинотека – Летњи биоскоп на отвореном.

## Радња
Убиство познатог гинеколога се догодило под необичним околностима. Врата докторовог стана су била отворена, а инспектори су пронашли у радној соби инјекцију и течност из разбијених ампула морфијума. Пиштољ којим је доктор убијен није пронађен. Убиство се поклапа са доласком докторове жене из иностранства, као и са откривањем да има љубавницу која је студенткиња и наркоманка.

## Улоге
| Глумац             | Улога                            |
| ------------------ | -------------------------------- |
| Мерима Исаковић    | Јелена “Лела” Савић              |
| Драган Николић     | Бобан                            |
| Љубиша Самарџић    | Гвозден                          |
| Петар Краљ         | Коста                            |
| Светлана Бојковић  | Даница                           |
| Иван Клеменц       | Зоран                            |
| Душица Жегарац     | Јелена Протић                    |
| Воја Мирић         | Доктор Симић                     |
| Предраг Милинковић | инспектор на месту злочина       |
| Драгомир Фелба     | инспектор који води препознавање |
| Рахела Ферари      | комшиница сведок                 |
| Мирољуб Лешо       | Чиле                             |
| Нада Касапић       | Бобанова мајка                   |
| Аленка Ранчић      | Лелина газдарица                 |
| Горица Поповић     | Гвозденова жена                  |
| Јанез Врховец      | истражни судија Марић            |
| Мирјана Николић    | девојка са централе              |
| Страхиња Мојић     | милиционер                       |